# Formación La Manga
La formación La Manga es un afloramiento rocoso ubicado al norte de la provincia de Neuquén y sur de la provincia de Mendoza, Argentina. Se ubica aproximadamente a unos 25 km al noroeste de la localidad de Zapala, en torno a la posición 38°46′S 70°16′O / -38.767, -70.267.
Fue definida formalmente por Stipanicic en 1966. Anteriormente había sido definida con el término manguense propuesto previamente en un informe inédito de Stipanicic y Mingramm de 1952 y utilizado por Groeber en 1951. También hay registros de informes de La Manga por Burckhardt en 1900, cuando era conocida como «Calizas Azules con Gryphaea».  Fue definida en los afloramientos calcáreos del arroyo epónimo, afluente del río Atuel, al sur de la provincia de Mendoza, Argentina.

## Litoestratigrafía
Los afloramientos de la Formación La Manga han sido minuciosamente estudiados en el depocentro del Atuel, Cuenca Neuquina al Sur de la provincia de Mendoza por Palma et. al (2007). Este estudio permitió mejorar la resolución de la estratigrafía dividiendo La Manga en dos unidades informales. La primera está compuesta por wackestones-packstones peloidales-bioclásticos, ricos en amonites, valvas de grifeidos, equinodermos y oncolitos.  Aparecen comúnmente interestratificados con margas verdosas y lutitas castañas ricas en materia orgánica (Palma et al., 2010a).
En la segunda, los autores reconocen estromatolitos, brechas intraformacionales y discretas capas de flat-pebbles conglomerates. Los estromatolitos son planares, con una clásica laminación ondulosa y crenulada, y con frecuentes evidencias de exposición subaérea que incluyen estructuras tepees y micro-tepees, además de fenestras, y grietas de desecación verticales y planares.

## Ambiente
Se definen dos tipos de ambiente de depositación para las unidades mencionadas anteriormente. La primera representa depósitos de rampa externa, mientras que la segunda, facies intertidales a supratidales. La rápida progradación de facies intertidales-supratidales es concomitante con una rápida reducción del espacio de acomodación, lo que generó una regresión forzada que puede ser interpretada como consecuencia de una abrupta caída del nivel del mar en la cuenca hacia finales del Oxfordiano medio.